# Jervis Bay Territory
Jervis Bay Territory et australsk territorium beliggende på det australske fastland. Det blev dannet i 1915 på land, der blev afgivet af delstaten New South Wales, for at give forbundsregeringen adgang til havet i nærheden af Australian Capital Territory (ACT).
Territoriet blev administreret af Department of the Interior (og senere Department of the Capital Territory) som om det var en del af ACT, selvom det altid har været et separat territorium i den australske føderation. Opfattelsen af at det var en del af ACT, stammer tilbage fra den grundlæggende lov Jervis Bay Territory Acceptance Act 1915, hvor der står at lovene i ACT også gælder for Jervis Bay Territory. I 1989, da ACT fik selvstyre, overtog forbundsministeriet Department of the Arts, Sport, the Environment, Tourism and Territories ansvaret for administrationen af Jervis Bay Territory.

## Historie
Jervis Bay har en lang historie som en aboriginsk bosættelse. Booderee, som er navnet på nationalparken, der dækker størstedelen af Jervis Bay Territory, betyder 'bugten med overflod' eller 'overflod af fisk' på det lokale aboriginske sprog. Yuin-folket, som har en stærk og langvarig forbindelse til området omkring Jervis Bay, har siden 2017 søgt om at få native title (specielle rettigheder til området).
Løjtnant James Cook så Jervis Bay, da han sejlede forbi med HMS Endeavour 25. april 1770 (to dage efter Saint George's Day), og han navngav det sydlige forbjerg Cape St George.
I august 1791 sejlede løjtnant Richard Bowen med transportskibet Atlantic, som en del af den tredje flåde med straffefanger, ind i bugten og navngav den efter admiralen John Jervis, som han havde sejlet under. I november 1791 sejlede kaptajn Matthew Weatherhead med skibet Matilda ind i bugten for at reparere sit skib. Overlevende fra forliset af skibet Sydney Cove i 1797 nåede bugten til fods på vej til Port Jackson.
Den opdagelsesrejsende George Bass sejlede ind i bugten 10. december 1797. Han navngav den lille ø Bowen Island. John Oxley, en engelsk opdagelsesrejsende og landmåler, sejlede fra Sydney til bugten i 1819.
Under forhandlingerne op til dannelsen af den australske forbundsstat, blev der lavet tre væsentlige aftaler om forbundets territorier. Primært blev det vedtaget, at den nye hovedstad skulle placeres inden for grænserne af New South Wales. Sekundært blev det besluttet, at hovedstaden skulle ligge på sit eget territorium og som det tredje have myndigheden over egen havn. 
Selv om placeringen af den nye hovedstad først blev fastlagt i 1908, så var alle seriøse kandidatsteder beliggende langt fra havet. Derfor erkendte man tidligt, at havnen og hovedstaden ikke ville komme til at ligge på sammenhængende land. Ejerskabet over området ved Jervis Bay blev overdraget  fra New South Wales til den australske stat i 1909 (på samme tid som området omkring Canberra). I 1915 overgik myndigheden over Jervis Bay Territory også til den australske stat. Der var også planer om en jernbaneforbindelse mellem Canberra og Jervis Bay, men den blev aldrig realiseret.

### Foreslået atomkraftværk
I slutningen af 1960'erne var der planer om at bygge atomkraftværk i Jervis Bay Territory. Værket skulle ligge i den nordøstlige del af territoriet nær Murray's Beach, men projektet blev stoppet i 1971. På det tidspunkt var der allerede lavet nogle indledende udgravninger og udjævning af jord. Der var også anlagt en vej til stedet. Det jævnede område fungerer i dag som en parkeringsplads til Murray's Beach.

## Geografi
Jervis Bay Territory er med sine 67,8 km2 land og 8,9 km2 hav, det mindste af det australske fastlands delstater og territorier. Territoriet er næsten helt omgivet af vand. Mod nord ligger Jervis Bay, som er en naturlig havn, der måler 16 km fra nord til syd og 10 km fra øst til vest. Den åbner sig mod øst til Stillehavet. Bugten ligger knap 200 km syd for Sydney på sydkysten af New South Wales. Nærmeste større by er Nowra, omkring 40 km mod nord ved Shoalhaven River. Størstedelen af Jervis Bay er en del af Jervis Bay Marine Park, men den del af bugten, som ligger i Jervis Bay Territory er en del af Booderee National Park (tidligere Jervis Bay National Park).
Booderee National Park, som dækker omkring 90% af territoriet, har en rig fauna og flora. 206 fuglearter, 27 pattedyrsarter, 15 paddearter, 23 krybdyrarter og 180 fiskearter er naturligt forekommende i parken.
Der ligger tre små søer i territoriet: Lake Windermere, den største, med et areal på 31 ha, Lake Mckenzie på 7 ha og Black Waterhole på 1,4 ha.
Øen Bowen Island på 51 ha ligger umiddelbart nord for Governors Head ved indsejlingen til bugten. Øen er yngleplads for dværgpingviner.

## Demografi og bebyggelser
Ved folketællingen i 2021 havde Jervis Bay Territory 310 indbyggere, hvoraf en stor del bor og arbejder på Royal Australian Navys (RAN) base HMAS Creswell. Den lille by Vincentia ligger 3 km nord for grænsen.
Der er to landsbyer i Jervis Bay Territory: 
- Jervis Bay Village (128 indbyggere)[19]
- Wreck Bay Village (152 indbyggere)[20]

### HMASCreswell
HMAS Creswell er en flådebase opkaldt efter Sir William Rooke Creswell, der regnes for grundlæggeren af Royal Australian Navy (RAN). Basen rummer bl.a. det australske flådeakademi. 
Den nærtliggende landing flyveplads, Jervis Bay Airfield, hører til basen og bruges til flådens dronefly af typen BAE Systems Kalkara.

### Christian's Minde
Der er flere private ejendomme, som ligger inde i Booderee National Park, men som ikke er en del af den.
Blandt disse er en gruppe bygninger, som ligger i den sydvestligste del af territoriet ved Sussex Inlet. De er kendt som Christian's Minde Settlement. Det historiske bygning Christian's Minde, der er registreret som kulturarv (Commonwealth Heritage List), blev bygget i midten af 1880'erne af den danske Ellmoos-familie, som kom fra Ensted syd for Aabenraa, som dengang var en del af Tyskland. Christian's Minde blev markedsført som det første guesthouse (en slags kro) på kysten mellem Port Hacking og Twofold Bay, da det åbnede i 1890'erne. Efterkommere af Ellmoos-familien boede i Christian's Minde og i  bygningerne Ellmoos og Ardath i mere end 130 år og bor i dag stadig i Kullindi. Medlemmer af familien er begravet på en plads, som er omgivet af tæt skov og som passes af det aboriginske lokalsamfund i Wreck Bay.

## Administration
Jervis Bay Territory administeres af forbundsministeriet Department of Infrastructure, Transport, Regional Development, Communications and the Arts, men Jervis Bay Territory er en del af valgkredsen Fenner, som er en af tre valgkredse i ACT, når det gælder valgt til Repræsentanternes Hus, men territoriet er ikke repræsenteret i ACT's Lovgivende Forsamling. Jervis Bay har ikke nogen ledende forsamling, men aboriginere, der er registreret i Wreck Bay Aboriginal Community Council har stemmeret til rådet.
I de fleste sammenhænge styres territoriet efter de samme love, som gælder for Australian Capital Territory.